# Casa Gayolà
La casa Gayolà era un casal, actualment desaparegut, situat als carrers dels Arcs i dels Capellans i l'avinguda del Portal de l'Àngel (abans plaça de Santa Anna de Barcelona) de Barcelona.

## Història
Té el seu origen en l'adquisició feta el 1668 per Esteve de Serra i Vilella a Maria de Planella i de Xammar. El 1732, la seva neta Maria Antònia de Serra i Prous es va casar amb Ignasi de Gayolà i de Vilosa, que va engrandir la propietat amb sengles adquisicions el 1753 i el 1756. El 1783, Bartomeu Sallés, procurador de Maria Antònia de Serra, va demanar permís per a reformar el frontis del carrer dels Capellans, i novament el 1794 per a obrir una finestra i convertir una altra en balcó al carrer dels Arcs. L'hereu del matrimoni fou Antoni de Gayolà i de Serra, que el 1786 va demanar permís per a obrir una finestra a la plaça de Santa Anna. El 1822, Antoni Canals, procurador del seu germà Ignasi (Figueres, 1751-Barcelona, 1837), va demanar permís per a emblanquinar la façana del carrer dels Capellans, i novament el 1824 per a reformar un balcó al carrer dels Arcs. El 1854, el seu net Antoni de Gayolà i de Desprat va encarregar a l'arquitecte Josep Oriol Mestres un nou cos d'edifici a la plaça de Santa Anna, 26 (actualment avinguda del Portal de l'Àngel, 2).
El 1861, la seva filla Agnès de Gayolà i de Casanovas es va casar amb Arcadi Pujol de Senillosa i de Vedruna, i a la seva mort, la finca fou heretada per la seva filla Dolors Pujol de Senillosa i de Gayolà. El 1873, i per a pagar diversos deutes, el seu pare (casat amb segones noces amb Helena de Gayolà i de Casanovas, germana de la seva primera dona) va promoure la venda judicial de la major part de la finca (exceptuant-ne el cos modern), que fou adjudicada per 295.800 pessetes a Antònia Matas i Vallmajor, vídua de Ponç Morera i Busó, en nom dels seus fills. Una part dels diners obtinguts foren invertits en la compra de la finca núm. 44 del carrer de Ponent (actualment Joaquín Costa) per a Dolors.
En aquesta època, hi havia la fàbrica d'espelmes de Pere Abella i Cirera i la filatura de cotó de Josep Cuspinera.
El 1903, la Central Catalana de Electricitat, que el 1897 havia posat en marxa la Central Vilanova, va adquirir la finca a Ramon i Ricard Morera i Matas per a establir-hi la seu social.

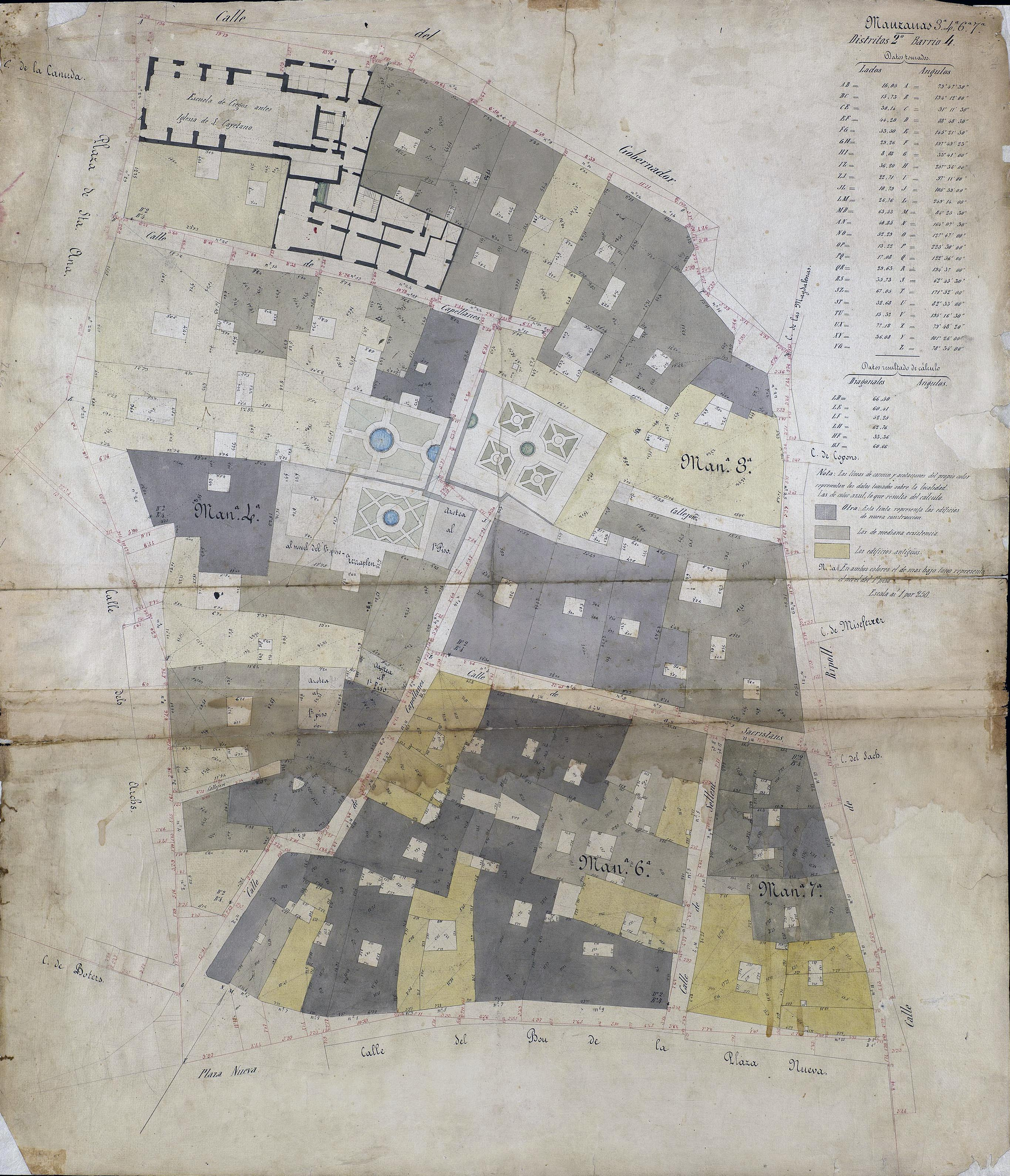
Quarteró núm. 43 de Garriga i Roca (c. 1860)